# Scutellinia barlae
Scutellinia barlae är en svampart som först beskrevs av Jean Louis Emile Boudier, och fick sitt nu gällande namn av René Charles Maire 1933. Scutellinia barlae ingår i släktet Scutellinia och familjen Pyronemataceae.  Arten är reproducerande i Sverige. Inga underarter finns listade i Catalogue of Life.